# Kaodaizmus

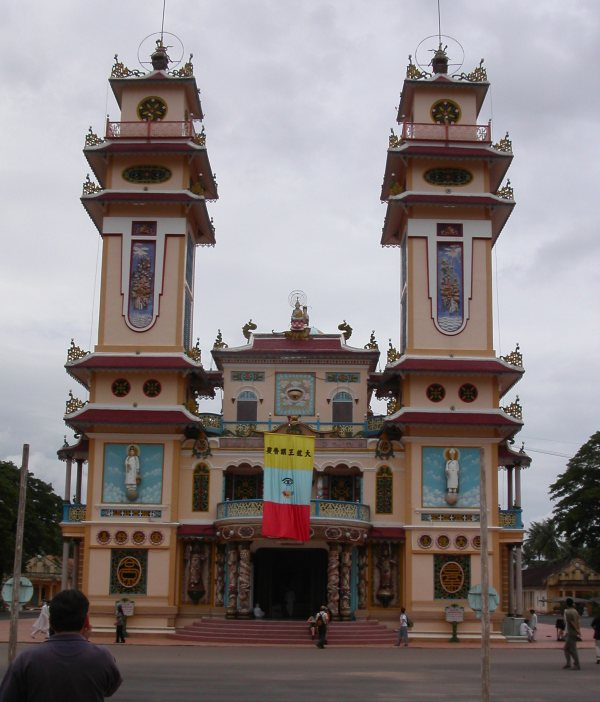
A Tay Ninh-i Szentszék

A kaodaizmus (vietnámi: Đạo Cao Đài, szó szerinti fordításban magas palota, vagy magas torony) egy viszonylag új, sajátosan vietnámi monoteista vallás. "Egyetemes hit"-ként jellemzi magát. Alapelve, hogy valamennyi vallás ugyanazzal az isteni eredettel rendelkezik. Három ázsiai vallás – az indiai buddhizmus, a kínai taoizmus és konfucianizmus – világszemlélete mellett felhasználja a katolikus kereszténység tanítását is. Mindez összefonódik a család ősei és a helyi védőszentek népi kultuszával.

## Története
A vallási irányzatot hivatalos formában Ngô Văn Chiêu (1878-1932) alapította Tây Ninh városában, 1925 karácsonyán, de a hívők Istent tartják az alapítónak. A kaodaizmus alaptételeit látomásai nyomán Chiêu 1919 és 1925 között dolgozta ki és vetette papírra.
La Van Trung üzletember a vallást a katolikus modell alapján pápa irányításával kezdte átszervezni, de a szervezet hamarosan számos szektára tagolódott.

## Tanítása
A Ngô Văn Chiêunak újra és újra megjelenő szellem 1925 karácsonyának éjszakáján fedte fel, hogy ő nem csupán egy személy, hanem maga Cao Đài, a Legfelsőbb lény. „A Legfelső Uralkodó, az Én vagyok. A Buddhák legrégebbike, az Én vagyok. Sákjamuni, az Én vagyok. Jézus-Krisztus, az Én vagyok. Most felveszem a Cao Đài nevet, hogy egy új vallást tanítsak”. E kinyilatkoztatást Vietnám utolsó császára, Bảo Đại tette közzé az 1980-ban megjelent visszaemlékezésében.
Cao Đài hívei a prófétáknak tekintett Mózes, Jézus, Buddha és Lao-ce mellett magukénak vallják minden kor nagy gondolkodóit.
Ngô Văn Chiêun keresztül nyilvánult ki a „harmadik kinyilatkoztatás”. Az első és második kinyilatkoztatás hozta létre a konfucianizmust, taoizmust, szellemtiszteletet, a buddhizmust és a kereszténységet, de Cao Đài egyesítette és teljessé tette azokat.

## Elterjedése
A hívek többségét a parasztság alkotja. Egyes vidékeken egy-egy falu valamennyi lakosa gyakorolja a vallási életet és tiszteli a helyi kaodaista tisztségviselőket.
A kaodaizmus követőinek száma 1932-ben 100 000, 1936-ban pedig 300 000 fölött volt, s 1940-re már 1,5 millióra emelkedett. Az 1990-es években a becslések szerint Vietnámban, Kambodzsában, Franciaországban és az USA-ban meghaladta a 4 milliót.

## Külső hivatkozások
- CaoDai.org – angolul, vietnámiul
- CaoDai.net The Cao Dai Overseas Missionary – angolul, vietnámiul, franciául
- PBS Feature: Cao Dai Archiválva 2006. május 28-i dátummal a Wayback Machine-ben – PBS riportfilm, angolul